# Capesterre-de-Marie-Galante
Capesterre-de-Marie-Galante è un comune francese di 3 490 abitanti situato nella parte sud-orientale dell'isola di Marie-Galante e facente parte del dipartimento d'oltre mare di Guadalupa.